# Diocèse de Burlington
Le diocèse de Burlington (Dioecesis Burlingtonensis) est un territoire ecclésiastique de l'Église catholique romaine aux États-Unis. Il couvre l'État du Vermont dans son ensemble. Son siège est la cathédrale Saint-Joseph de Burlington. Le siège épiscopal est occupé par John J. McDermott depuis 2024.

## Historique
La première messe célébrée dans l'actuel Vermont remonterait à 1666, lorsqu'un prêtre sulpicien de Montréal aurait célébré le sacrement pour la petite garnison française du Fort Sainte-Anne, sur l'île Lamothe. Deux ans plus tard, l'évêque de Québec, François de Montmorency-Laval, est le premier évêque catholique à fouler le sol du Vermont.
Initialement, le Vermont était sous la juridiction de l'archidiocèse de Baltimore, créé en 1789. À partir de 1801, après un accord entre John Carroll et Pierre Denaut, évêques de Baltimore et de Québec, ce dernier diocèse pourvoit aux besoins spirituels des catholiques francophones, relativement nombreux dans les territoires du nord du Vermont, notamment près du lac Champlain.
En 1810, le nouveau diocèse de Boston reprend la juridiction ecclésiastique sur le Vermont, et en 1815, lors d'une visite, le père Matignon trouve une centaine de catholiques d'origine canadienne à Burlington, sans église ni prêtre résident. Des prêtres "pionniers" itinérants exercent leur ministère (comme le père Migneault, de Chambly au Canada, ou le père James Fitton, de Boston), mais il faut attendre 1830 pour que le père Jeremiah O'Callaghan, d'origine irlandaise et en délicatesse avec son évêque, soit envoyé de manière permanente à Burlington, jusqu'en 1854. On lui doit l'église Saint-Pierre, la première de Burlington. En 1843, le Vermont comptait 4940 catholiques.
Le diocèse de Burlington a été érigé le 29 juillet 1853 par le pape Pie IX, recevant son territoire du diocèse de Boston (aujourd'hui archidiocèse, dont il est suffragant). Le premier évêque était le père Louis de Goesbriand, jusque là vicaire général du diocèse de Cleveland. Son diocèse rassemble alors 5 prêtres, desservant 10 églises, pour environ 20 000 fidèles. En 1855, le premier synode diocésain rassemble 9 prêtres autour de l'évêque.
Louis de Goesbriand fait bâtir, de 1861 à 1867, la cathédrale de l'Immaculée Conception. Il la consacre le 8 décembre.
En 1892, le premier évêque originaire du diocèse est consacré : le père John S. Michaud, nommé coadjuteur de Burlington. Devenu évêque de Burlington en 1899, il voit son diocèse croître fortement, à l'image de l'ensemble du Vermont.
En 1913, le diocèse comptait 88 prêtres diocésains et 11 prêtres religieux, desservant 95 églises et 75 953 catholiques.
En mars 1972, un incendie criminel détruit entièrement la cathédrale. Une nouvelle cathédrale, d'architecture moderne et de moindre capacité, est construite au même endroit en 1977.
En octobre 1999, l'église Saint-Joseph, proche de la nouvelle cathédrale et plus grande que cette dernière, est choisie comme co-cathédrale du diocèse. Fin 2018, face à une diminution continue du nombre de fidèles, la cathédrale de l'Immaculée-Conception est désacralisée et mise en vente, pour plus de 4,5 millions de dollars,.

## Territoire
Le diocèse s'étend sur une surface de 23 651 km2 en soixante-quinze paroisses et correspond à l'ensemble de l'État du Vermont.

## Cathédrales

### Cathédrale de l'Immaculée-Conception

#### La cathédrale néo-gothique
En 1830, la paroisse Sainte-Marie est créée à Burlington par le premier prêtre résident, le père Jeremiah O'Callaghan, et en 1841, l'église est consacrée. En 1850, pour faire face à la croissance de l'assemblée, l'église est agrandie. Elle est choisie pour devenir pro-cathédrale en 1852, lors de la création du diocèse.
Dès 1860, Louis de Goesbriand envisage la construction d'une cathédrale : il commence à lever des fonds, et engage l'architecte new-yorkais Patrick Keely, spécialiste de l'architecture religieuse catholique, responsable de la construction de plus de 600 églises aux États-Unis, dont une dizaine de cathédrales. Il approuve les plans d'une cathédrale néo-gothique fin 1860. A l'hiver 1862, il peut lancer les travaux de construction, en lieu et place de l'église Sainte-Marie, en commençant par la chapelle Saint-Patrick.
Les travaux sont ralentis par la guerre de Sécession, qui draine toute la main d'œuvre nécessaire au chantier. Il faut toute la persévérance de l'évêque et le dévouement des paroissiens pour que le chantier avance.
Les vitraux sont pour la plupart l'œuvre d'Henry Ely et exécutés en France, notamment le vitrail du transept Est, don de Seth B. Hunt, conçu à Nantes. Quelques uns sont réalisés par un atelier new-yorkais. En mai 1867, la cathédrale accueille son premier public, pour une visite commentée des vitraux. Les derniers vitraux sont posés en 1870.
Les premières messes sont célébrées le 29 septembre 1867 par le père Cloarec, recteur de la cathédrale, en présence de l'évêque, qui annonce à cette occasion la date de la consécration.
La cathédrale est finalement consacrée par Louis de Goesbriand le 8 décembre 1867, jour de la fête de l'Immaculée-Conception. L'archevêque de New-York, John McCloskey, donne le sermon.
La cathédrale n'est toutefois pas vraiment terminée. Privée de tour en façade, la cloche de l'ancienne église Sainte-Marie est placée dans un clocher temporaire. Fendue en 1899, elle sera remplacée en 1900.
John Michaud, 2e évêque, commença par ajouter une crypte, pour y faire enterrer les évêques de Burlington, dont son prédécesseur. En 1900, à l'occasion d'un voyage à Lourdes, il commande une statue de Notre-Dame de Lourdes, haute de 4,3 m, en cuivre doré à la feuille. Elle sera placée au sommet du clocher, enfin terminé, et consacrée le 15 mai 1904.
La cathédrale est entièrement rénovée en 1949, en prévision du centenaire du diocèse.
Dans la nuit du 13 au 14 mars 1972, la cathédrale est victime d'un incendie criminel. L'intérieur de la cathédrale est intégralement détruit. Peu après minuit, le clocher s'effondre : comme la cloche, la grande statue de Notre-Dame est indemne, et est envoyée au sanctuaire Sainte-Anne, à Isle La Motte, lieu de la première messe en Vermont.
L'auteur, Timothy Austin, 22 ans, qui avait signalé l'incendie, se rend le lendemain à la police, et plaide le trouble mental : il est condamné à un traitement psychiatrique. L'incendie de la cathédrale catholique n'est pas sans rappeler l'incendie, accidentel, de la cathédrale épiscopalienne Saint-Paul, un an auparavant.

#### La cathédrale moderne
Après l'incendie, le diocèse sélectionne en 1974 parmi plus de 50 propositions le projet soumis par les architectes Edward Larrabee Barnes (New York, pour la cathédrale) et Dan Kiley (Vermont, pour les extérieurs). La nouvelle cathédrale est conçue pour accueillir 450 personnes. Un clocher minimaliste est construit à l'écart pour accueillir la cloche rescapée de l'incendie.
Les travaux sont terminées en mars 1977, et la cathédrale est dédicacée le 26 mai par l'évêque, John Marshall.
Un orgue est ajouté, derrière l'autel, en 1980. Œuvre du facteur québécois Casavant Frères, il dispose de 2 claviers, 16 jeux, 16 registres et 1000 tuyaux. Il est inauguré le 27 août par un récital de Jane Bergeron.
L'environnement urbain de la cathédrale évolue, et la communauté catholique de la cathédrale décroit, jusqu'à atteindre environ 100 fidèles. En 2017, poussées par cette baisse et des considérations financières, les paroisses des cathédrales (Immaculée-Conception et Saint-Joseph) entament leur fusion : la messe dominicale n'a plus lieu qu'à Saint-Joseph. Le 19 avril 2018, le siège épiscopal est transféré dans la cathédrale Saint-Joseph : l'Immaculée-Conception redevient simple église paroissiale. Le 11 octobre, le diocèse annonce la désacralisation de l'église et son intention de vendre la propriété. La dernière messe est célébrée devant 240 personnes par le curé, le père Harlow, le 8 décembre, en la fête patronale de la paroisse, 151 ans précisément après la consécration de la première cathédrale.
A l'été 2020, le site de l'ancienne cathédrale était toujours en vente.

### Cathédrale Saint-Joseph

#### L'église de la communauté francophone
L'église Saint-Joseph est bâtie en 1850 pour la communauté franco-canadienne, qui se sentait marginalisée dans l'unique paroisse de Burlington, à majorité irlandaise. Avec le soutien de l'évêque de Montréal et d'un prêtre français, des fonds sont levés, un terrain est offert. L'église est juste prête pour célébrer Noël, mais l'église est "nue" : il faudra encore 7 ans pour que la décoration soit terminée.
Mais la population francophone croît rapidement, et la petite église de brique devient rapidement trop petite. De plus la communauté francophone habite désormais un autre quartier, à l'écart de leur paroisse. Avant même d'avoir remboursé la construction de la première église, les paroissiens commencent à acheter des terrains pour une nouvelle église. Mais il faudra attendre 1883 pour que Louis de Goesbriand autorise la construction, en exigeant qu'elle soit achevée en moins de 2 ans.
La construction commence néanmoins à l'automne 1883, sur les plans du père Joseph Michaud, architecte autodidacte originaire de Montréal, qui s'est inspiré du style classique de la basilique Saint-Pierre de Rome et de la chapelle du château de Versailles. La nouvelle église mesure 54 m de long, 25 m de large, et plus de 16 m sous voûte : elle peut accueillir 1200 personnes, ce qui en fait la plus grande église du Vermont. La construction mobilise les talents de la communauté locale, mais aussi la solidarité de toute la population : le grès rouge des murs extérieurs est offert par des propriétaires terriens protestants. Il faudra malgré tout 4 ans pour terminer l'église : elle est inaugurée à Pâques 1887 (mais la décoration intérieure est encore inachevée!). L'édifice est consacré le 24 juin par l'archevêque de Montréal, Édouard-Charles Fabre.
Le 5 avril 1889, un chemin de croix, acquis à Paris, est installé dans l'église.
L'église est rénovée en 1920, en 1968 et en 2001, cette dernière restauration pour un montant de 400 000 dollars.
En novembre 2010, après une forte tempête, le clocher est endommagé : la partie supérieure, une croix de fer forgé de 360kg, menace de tomber, et est déposée en avril 2011. La paroisse ne disposant pas des fonds nécessaires aux réparations, il faut attendre l'accumulation des dons et la vente des bâtiments de l'école paroissiale, en avril 2018, pour que la restauration commence, et se termine finalement en mai 2019.

#### Co-cathédrale, puis cathédrale de Burlington
En octobre 1999, poussé par l'étroitesse de la cathédrale de l'Immaculée-Conception (250 places), l'évêque élève l'église Saint-Joseph au rang de co-cathédrale, lui permettant d'accueillir les grandes cérémonies diocésaines.
En 2017, les paroisses des cathédrales (Immaculée-Conception et Saint-Joseph) entament leur fusion : la messe dominicale n'a plus lieu qu'à Saint-Joseph. Le 19 avril 2018, l'Immaculée-Conception redevient simple église paroissiale : Saint-Joseph devient seule cathédrale.

## Statistiques
Le diocèse comptait en 2012 environ 122800 catholique pour une population totale de 646 000 habitants. Le territoire est divisé en 74 paroisses desservies par 135 prêtres. Le diocèse compte également 44 diacres permanents, 95 religieuses et 61 religieux. 
Les hospitalières de Saint-Joseph, les sœurs de la Charité, les sœurs de Saint Joseph et les filles du Sacré-Cœur de Jésus ont servi l'Église au cours de l'histoire du diocèse.